# 1934 chez Disney
Cet article présente la liste des évènements de la Walt Disney Productions ayant eu lieu en 1934.

## Événements

### Janvier
- 13 janvier 1934
  - Sortie du Mickey Mouse Marin malgré lui (Shanghaied)[1]
  - Sortie de la Silly Symphony The China Shop[2],[3]

### Février
- 10 février 1934, Sortie de la Silly Symphony La Cigale et la Fourmi[4]
- 17 février 1934, Sortie du Mickey Mouse L'Art du camping (Camping Out)[5]

### Mars
- 3 mars 1934, Sortie du Mickey Mouse Pluto jongleur (Playful Pluto)[6]
- 24 mars 1934, Sortie de la Silly Symphony Les Petits Lapins joyeux (Funny Little Bunnies)[7],[8]

### Avril
- 14 avril 1934, Sortie de la Silly Symphony Le Grand Méchant Loup[9],[10]

### Mai
- 19 mai 1934, Sortie du Mickey Mouse Mickey Gulliver[11]

### Juin
- 9 juin 1934, Sortie de la Silly Symphony Une petite poule avisée, marquant la naissance de Donald Duck[12],[13]
- 16 juin 1934, Sortie du Mickey Mouse Le Rouleau-compresseur de Mickey (Mickey's Steamroller)[14] et première apparition de Jojo et Michou, neveux de Mickey Mouse

### Juillet
- 1er juillet 1934, la société de Kay Kamen ouvre une agence canadienne à Toronto[15]
- 14 juillet 1934, Sortie de la Silly Symphony La Souris volante (The Flying Mouse)[16]

### Août
- 9 août 1934, La finalisation du scénario de Blanche-Neige et les Sept Nains est annoncée dans une note interne[17],[18]
- 11 août 1934, Sortie du Mickey Mouse Le Gala des orphelins[19] dans lequel Donald Duck apparaît pour la première fois aux côtés de Mickey Mouse.

### Septembre
- 1er septembre 1934, Sortie de la Silly Symphony Histoire de pingouins (Peculiar Penguins)[20],[21]
- 29 septembre 1934, Sortie du Mickey Mouse Mickey papa (Mickey Plays Papa)[22]

### Octobre
- 15 octobre 1934, Présentation d'un concept de Blanche-Neige et les Sept Nains avec le prince plus présent, par la suite abandonné[23].
- 21 octobre 1934, Sortie du premier Journal de Mickey en France, édité par Paul Winkler[24],[25]
- 22 octobre 1934, Une fiche de production de Blanche-Neige et les Sept Nains détaille les personnages trois ans avant la sortie du film[26],[27]

### Novembre
- 2 novembre 1934, Walt Disney annonce une prime de 5 $ pour motiver l'élaboration de gags pour Blanche-Neige et les Sept Nains[28],[29]
- 3 novembre 1934, Sortie de la Silly Symphony The Goddess of Spring[30],[31]
- 17 novembre 1934, Sortie du Mickey Mouse Un enlèvement de chien (The Dognapper)[32]

### Décembre
- 15 décembre 1934, Sortie du Mickey Mouse Mickey tireur d'élite (Two-Gun Mickey)[33]